# Dim sum
El dim sum (chino tradicional: 點心; chino simplificado: 点心; Jyutping: dim² sam¹; pinyin: diǎn xīn) es una comida de varias regiones de China, entre las que destacan la cantonesa y shanghainesa pero también se hacen en otras regiones del país. Es una masa rellena que se suele servir con té.  Se come en algún momento entre la mañana y las primeras horas de la tarde. Contiene combinaciones de carnes, vegetales, mariscos y frutas. Se suele servir en pequeñas canastas o platos, dependiendo del tipo de dim sum y su forma de cocinar. 

## Nombre
Dim sum es un término cantonés que puede traducirse como «ordenar hasta satisfacer al corazón», «tocar el corazón», «corazón a lunares» o «bocado».  También puede ser que el término se derive de yat dim sum yi, que significa «pequeño símbolo».  Aunque la palabra dim sum se refiere a la variedad cantonesa, la idea de una gran variedad de pequeños platos para almorzar también se usa en otras partes de China. Existen términos equivalentes en otros dialectos chinos, como dian xin en mandarín y se refieren a pequeños platos de comida usados como aperitivos. En Australia se usa el término dim sim para una variedad específica de aperitivos.

## Servicio

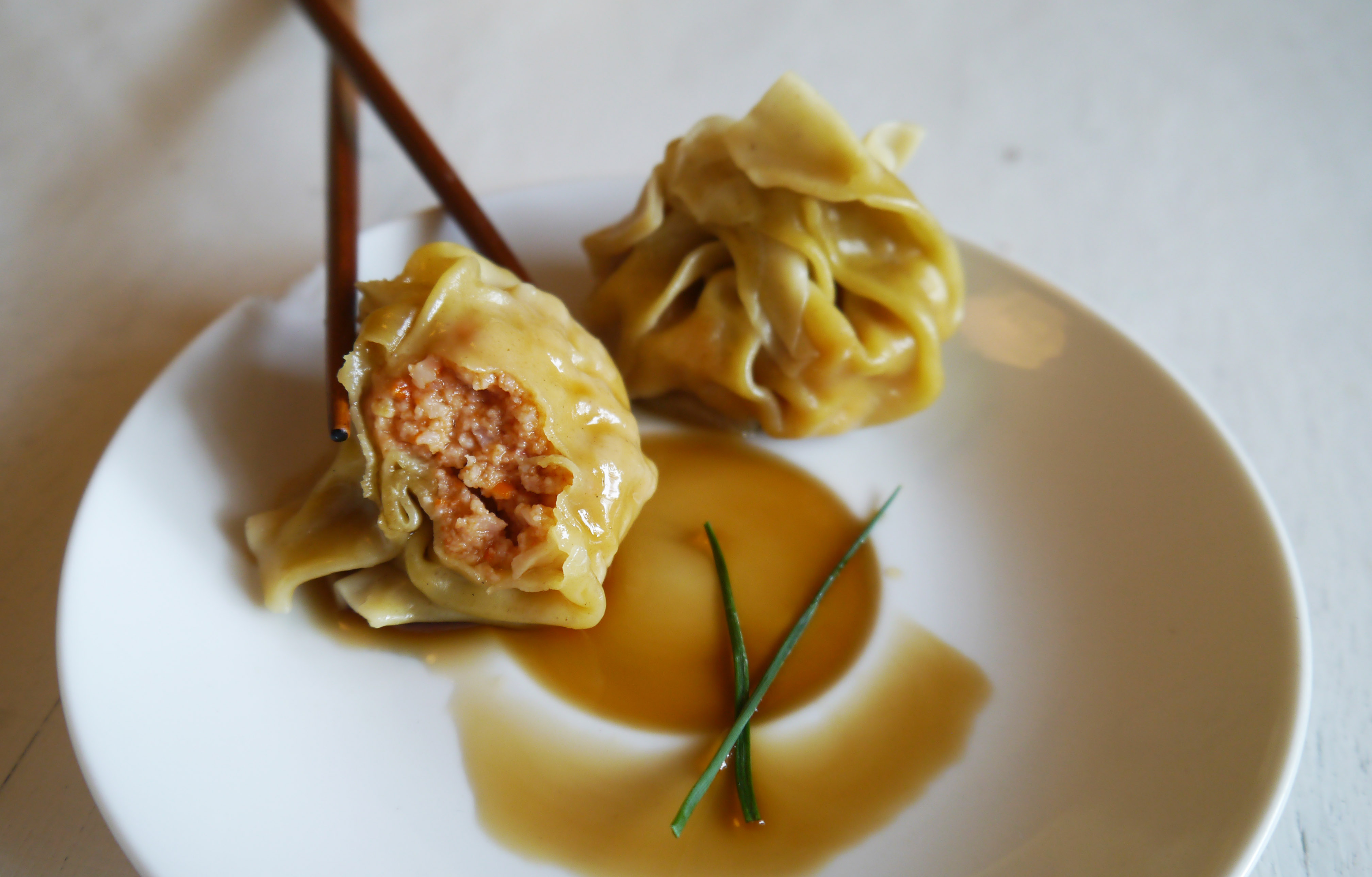
Dumplings rellenos de cangrejo y carne de cerdo

El dim sum tradicional incluye una variedad de bollos al vapor, como el char siew bao, pequeños bocados de masa, y arrollados de arroz, que contienen diferentes ingredientes, como carne vacuna, pollo, cerdo, camarones y opciones vegetarianas.  Muchos restaurantes de dim sum también ofrecen platos de vegetales al vapor, carnes asadas y sopas. Siempre se sirve té junto con el dim sum.
El dim sum se puede cocinar frito o al vapor, entre otros métodos. Generalmente se sirve en porciones pequeñas con tres o cuatro piezas en cada plato. Es usual pedir de manera familiar, compartiendo diferentes platos entre todos los comensales. Como las porciones son pequeñas, todos pueden probar una gran variedad de platos.
El dim sum se puede pedir de un menú o también puede elegirse de un carrito que el servicio maneja en el local. De acuerdo con la tradición, el costo de la comida se basa en la cantidad y tamaño de los platos que quedan en la mesa del cliente. Algunos restaurantes de dim sum más modernos registran los platos en una boleta en la mesa. Esto es más prolijo y también evita la posibilidad de que los clientes estafen al local escondiendo o robando platos.  

### Platos
Los restaurantes de dim sum suelen tener una amplia variedad de platos, normalmente varias docenas.

#### Dumplings
| Nombre                       | Imagen | En chino | Descripción |
| ---------------------------- | ------ | --- | --- |
| Har gow                      |        | en chino tradicional, 蝦餃; en chino simplificado, 虾饺; pinyin, xiā jiǎo; jyutping, haa¹ gaau²; pe̍h-ōe-jī, hê-kiáu hoê-kiáu              | Dumpling al vapor con relleno de gamba.                                                                            |
| Fun guo                      |        | en chino tradicional, 潮州粉粿; pinyin, cháozhōu fěnguǒ; jyutping, ciu4zau1 fan2gwo2; Yale cantonés, Chìu jāu fán gwó                     | Dumpling al vapor con maní, ajo, cebollino chino, cerdo, gambas secas y shiitake.                                  |
| Dumpling de cebollino        |        | en chino tradicional, 韭菜餃; jyutping, gau2coi3 gaau2                                                                                    | Dumpling al vapor con cebollino chino.                                                                             |
| Xiaolongbao                  |        | en chino tradicional, 小籠包; en chino simplificado, 小笼包; pinyin, xiǎolóngbāo; jyutping, siu2lung4baau1; Yale cantonés, síu lùhng bāau | Dumplings que contienen un caldo y están rellenaos de carne o mariscos.                                            |
| Tangbao                      |        | en chino simplificado, 灌汤包 | Bollos al vapor rellenos de sopa                                                                                   |
| Guotie                       |        | en chino tradicional, 鍋貼; pinyin, guōtiē; Yale cantonés, wōtip                                                                          | Dumplings fritos, generalmente rellenos de carne y repollo.                                                        |
| Dumpling de aleta de tiburón |        | en chino tradicional, 魚翅餃 | Dumplings al vapor con gambas, palitos de cangrejo, shiitake y seta de arroz.                                      |
| Shumai                       |        | en chino tradicional, 燒賣; en chino simplificado, 烧卖; pinyin, shāomài; Yale cantonés, sīu máai                                         | Dumplings al vapor con cerdo y gambas, generalmente cubiertas con huevas de cangrejo y champiñones.                |
| Dumpling de taro             |        | en chino tradicional, 芋角; pinyin, yù jiǎo; Yale cantonés, wuh gok                                                                       | Dumplings fritos hechos con taro machacado y rellenos de champiñones en cubitos, gambas y cerdo.                   |
| Haam seui gok                |        | en chino tradicional, 鹹水角; pinyin, xiánshuǐ jiǎo; Yale cantonés, hàahm séui gok                                                        | Dumplings fritos con un relleno ligeramente sabroso de cerdo y verduras picadas en un envoltorio dulce y pegajoso. |
| Sopa de dumplings            |        | en chino tradicional, 灌湯餃; pinyin, guàntāng jiǎo; Yale cantonés, guntōng gáau                                                          | sopa con uno o dos dumplings grandes.                                                                              |
| Wonton                       |        | en chino tradicional, 雲吞 | Dumpling rellenos con cerdo molido y gambas                                                                        |

## Té

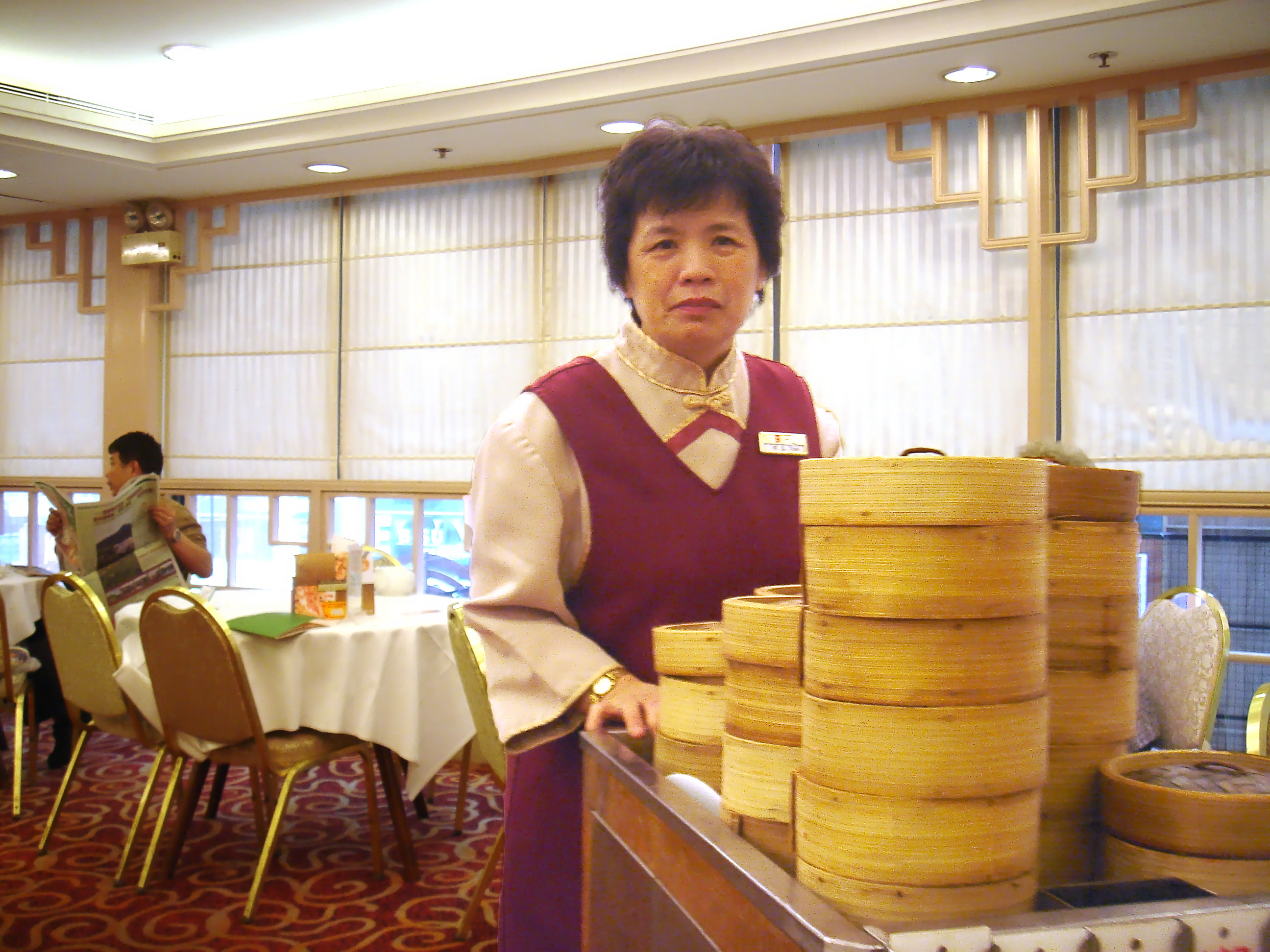
Servicio de dim sum en un restaurante en Hong Kong.

El beber té es tan importante para el dim sum como la comida en sí misma. Una variedad de té popular que se dice ayuda a la digestión es el bolay (pu erh), que es un té fuerte fermentado. También se puede servir té de crisantemo, oolong o té verde. La costumbre indica que se debe servir té al resto de los comensales antes de llenar la taza propia. Una tradición cantonesa es agradecer a la persona que sirve el té golpeando la mesa con los dedos índice y mayor doblados juntos. Se dice que esto se asemeja a hacer una reverencia.